# Bahamas Is Afie
Bahamas Is Afie là album thứ ba của nhạc sĩ người Canada Bahamas, được phát hành ngày 19 tháng 8 năm 2014 bởi hãng Brushfire Records.
Album có sự góp mặt của Don Kerr, Jason Tait và Felicity Williams.

## Giải thưởng
Album đoạt Giải thưởng Juno cho Album Adult Alternative của Năm tại Giải thưởng Juno 2015, và Afie Jurvanen (tên thật của Bahamas) nhận giải Nhà sáng tác của Năm cho các bài "All the Time", "Bitter Memories" và "Stronger Than That". Show truyền hình về văn hóa và nghệ thuật của CBC Radio One cũng gọi album này là album hay nhất năm 2014.
Album cũng là một ứng cử viên cho Giải thưởng Âm nhạc Polaris 2015.

## Danh sách bài hát
Tất cả bài hát đều được sáng tác bởi Afie Jurvanen.
| STT              | Nhan đề                  | Thời lượng |
| ---------------- | ------------------------ | ---------- |
| 1.               | "Waves"                  | 4:22       |
| 2.               | "Can't Take You With Me" | 3:10       |
| 3.               | "Bitter Memories"        | 2:28       |
| 4.               | "All the Time"           | 3:54       |
| 5.               | "Stronger Than That"     | 2:37       |
| 6.               | "Half Mine"              | 2:16       |
| 7.               | "All Time Favourite"     | 4:09       |
| 8.               | "Like a Wind"            | 3:27       |
| 9.               | "Nothing to Me Now"      | 3:19       |
| 10.              | "Little Record Girl"     | 3:02       |
| 11.              | "I Had It All"           | 3:41       |
| 12.              | "All I've Ever Known"    | 6:15       |
| Tổng thời lượng: | Tổng thời lượng:         | 42:40      |